# Café Milani

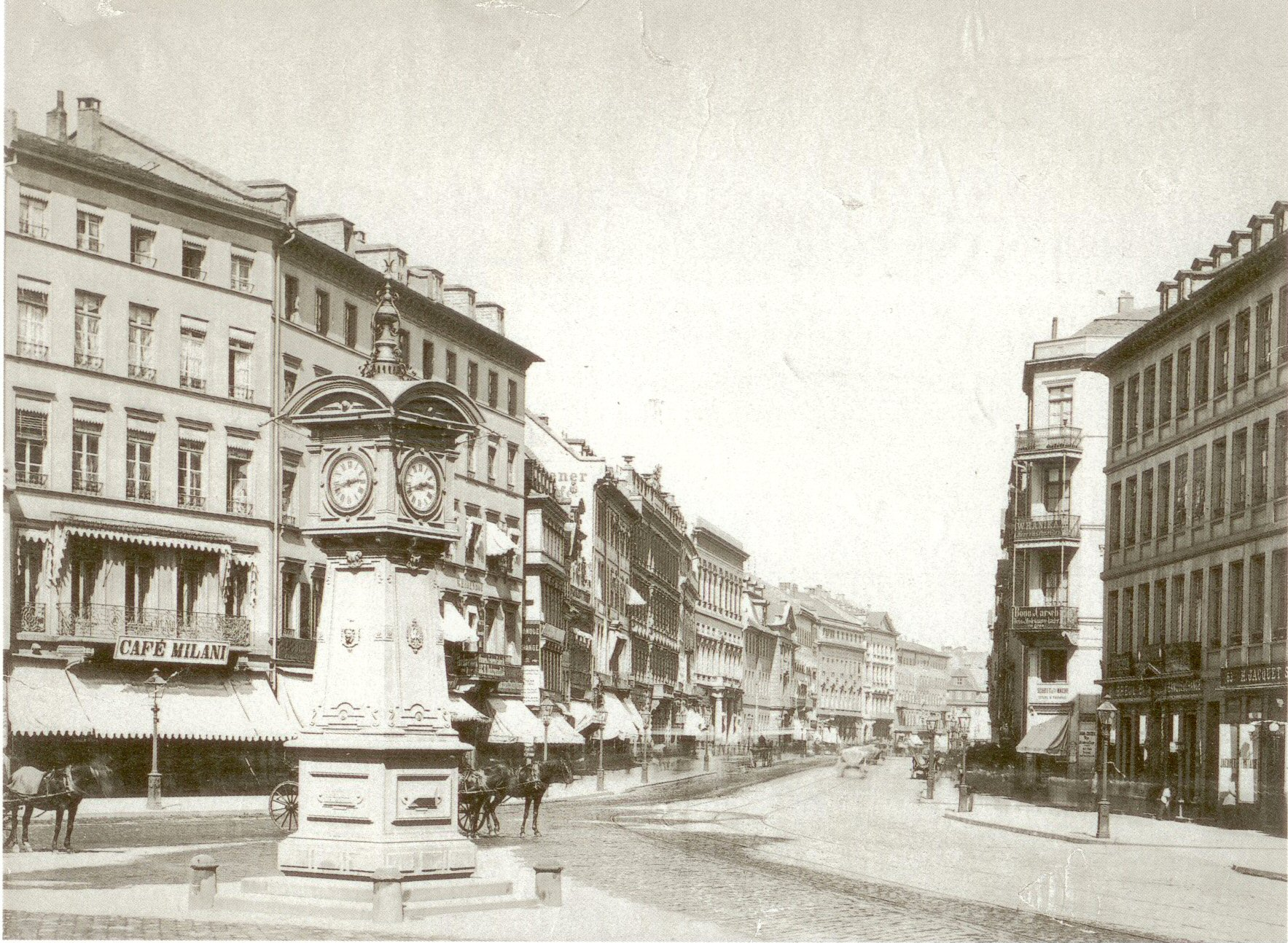
El Café Milani a la entrada del Zeil, en Frankfurt, hacia 1885.

Café Milani era el nombre de una facción política de la derecha conservadora en la Asamblea Nacional de Fráncfort, que existió desde el 4 de junio de 1848.

## La facción Café Milani
Se reunía en la Steinernen Haus hasta finales de septiembre de 1848, luego en el Café Milani. Como ocurría con la mayoría de los grupos parlamentarios de la Asamblea Nacional Alemana, su nombre se refiere al lugar de reunión habitual del grupo parlamentario en Fráncfort del Meno.
En el Café Milani, se reunían los miembros conservadores reformistas de la Asamblea Nacional, en su mayoría de Austria, Prusia y Baviera, que se sentaban en los bancos del extremo derecho de la Paulskirche. La facción persiguió la solución de la Gran Alemania y abogó por un estado federal en el que los poderes del parlamento se limitaran a cuestiones constitucionales y en el cual el Reichsregierung no estuviera controlado. Los estados individuales debían seguir siendo monarquías, conservar sus propios ejércitos y constituciones, que se desviaban de la constitución imperial.

## Miembros
- Alexander von Bally
- Hermann von Beisler
- Alfons von Boddien
- Karl von Bothmer
- Karl Ludwig von Bruck
- Joseph von Buß
- Heinrich Conrad Carl
- Karl von Czoernig-Czernhausen
- Albert August Wilhelm Deetz
- Johann Hermann Detmold
- Ignaz von Döllinger
- Franz Egger
- Friedrich Evertsbusch
- Eduard von Flottwell
- Carl Ernst Rudolf von Gersdorff
- Ludwig Lucas von Gombart
- Maximilian Karl Friedrich Wilhelm Grävell
- Eduard Hayden von und zu Dorff
- Eduard Hülsmann
- Joseph Kutzen
- Ernst von Lasaulx
- Eugen Megerle von Mühlfeld
- Ernst Merck
- Anton von Nagel zu Aichberg
- Johann Gottlieb August Naumann
- Max von Neumayr
- Mathias Obermüller
- Wilhelm Oertel
- Joseph von Radowitz
- Franz Reindl
- Edgar Daniel Roß
- Hermann von Rotenhan
- Jérôme von Schlotheim
- Karl von Schrenck
- Vincenz Schrott
- Wilhelm Schultze
- Maximilian von Schwerin-Putzar
- Karl Friedrich von Selasinsky
- Werner von Selchow
- Johann Nepomuk Sepp
- Wilhelm Tannen
- Julius von Treskow
- Georg von Vincke
- Georg Ludwig von Wedemeyer
- Anton von Wegnern
- Friedrich von Wulffen